# Microfilament

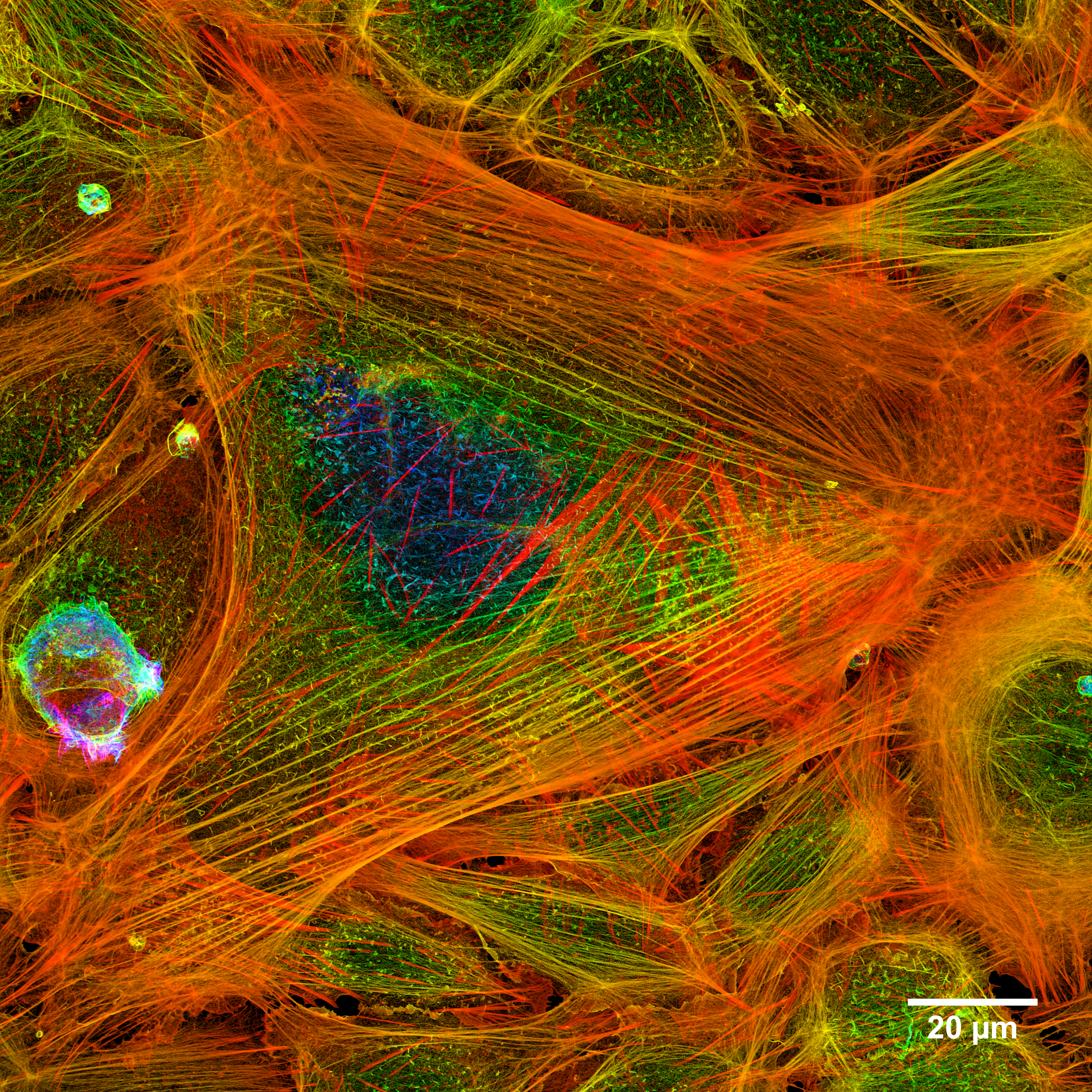
Microfilaments d'actina en l'interior d'una cèl·lula eucariotes.

Els microfilaments són fines fibres de proteïnes de 3 a 7 nm de diàmetre. Estan compostos predominantment d'una proteïna contràctil anomenada actina.
Els filaments d'actina o microfilaments se situen a la perifèria de la cèl·lula i es sintetitza des de punts específics de la membrana cel·lular. Són els responsables de la forma i del desplaçament cel·lular. Estan formats per proteïnes globulars.
L'associació dels microfilaments amb la proteïna miosina és la responsable per la contracció muscular. Els microfilaments també poden dur a terme moviments cel·lulars, incloent desplaçament, contracció i citocinesi. En conjunció amb els microtúbuls li donen a la cèl·lula l'estructura i el moviment.

## Funcions
Tenen una fusió esquelètica. Són responsables dels moviments del citosol. També són els responsables de la contracció de les cèl·lules musculars. Per exemple, molts tipus de cèl·lules tenen microvellositats, que són prolongacions de la membrana plasmàtica que augmenta la superfície de contacte de la cèl·lula per millorar el transport de materials a través d'aquesta membrana. Les microvellositats tenen feixos de microfilaments, els quals s'originen a l'hora d'estendre's i retreure's entre diferents punts del teixit microfilamentós.